# Frans Kollerie
Frans Kollerie (Haarlem, 21 april 1908 - Hoofddorp, 5 december 1978) was een Nederlands politiefunctionaris.
Kollerie was werkzaam bij de Amsterdamse politie bij de unit Dactyloscopie. En gedurende de Tweede Wereldoorlog werden in het geheim diverse vingerafdrukken door Frans en zijn collega's bewust beschadigd of weggeveegd om de Duitse bezetters te dwarsbomen.
Begin januari 1945 hebben leden van de Binnenlandse Strijdkrachten (BS) acht Duitse ambtenaren neergeschoten die werkzaamheden uitvoerden voor de Arbeitseinsatz. Als vergelding werd op bevel van Höhere SS-und Polizeiführer Hanns Albin Rauter elf willekeurige medewerkers van de Arbeidsbeurs gefusilleerd.
In de nacht van 18 januari 1945 werd Kollerie gearresteerd door de Grüne Polizei die werd bijgestaan door de Wehrmacht. In totaal werden 130 Amsterdamse politiefunctionarissen opgepakt voor de Arbeitseinsatz in Duitsland. Tussen 19 januari 1945 en 10 februari 1945 werd Kollerie gevangen gehouden in Kamp Amersfoort alvorens hij naar Duitsland werd afgevoerd en tewerkgesteld om branden te bestrijden.
Na de bevrijding van Nederland in mei 1945, keerde Frans Kollerie terug naar Amsterdam. Door gebrek aan vervoer heeft hij de reis met een brandweerauto ondernomen van het merk Magirus-Deutz, type S4500. Na hereniging met zijn vrouw en kinderen, heeft Kollerie een dag later de brandweerauto geschonken aan het Amsterdamse brandweerkorps. Zij konden de brandweerauto zeer goed gebruiken, want tijdens de bezetting was veel brandweermaterieel gevorderd, afgevoerd naar Duitsland of verloren gegaan .

## Na de oorlog
Frans Kollerie werkte na de oorlog tot zijn pensionering bij de Amsterdamse politie als rechercheur en vervolgens bij de geüniformeerde dienst als brigadier en adjudant. Daarna werkte hij bij een expertise-, taxatie- en inspectiebureau. Hij overleed in 1978 op 70-jarige leeftijd.

## Persoonlijk leven
Hij trouwde op 21 juli 1936 in Baarn en kreeg twee kinderen.